# Vrijednost (računarstvo)
U računarstvu, vrijednost je slijed bitova koji je interpretiran ovisno o nekom tipu podataka. Moguće je da isti slijed bitova ima različite vrijednosti, ovisno o tipu korištenom za interpretiranje njegova značenja. Na primjer, vrijednost bi mogla biti cjelobrojna vrijednost, broj s pomičnim zarezom, ili string.
Neke vrste vrijednosti su uobičajene u programskim jezicima (npr. različite vrste predstavljanja brojeva), dok su druge podržane nešto rjeđe (npr. Pascal podržava skupovni tip npodataka).

## U C-u: l-vrijednost i r-vrijednost
Neki jezici koriste koncept l-vrijednosti i r-vrijednosti. L-vrijednosti su vrijednosti koje imaju adresu, što znači da su varijable ili dereferencirane reference na određene lokacije. R-vrijednost je ili l-vrijednost ili nije l-vrijednost - termin korišten samo u razlikovne svrhe u odnosu na l-vrijednost. U C-u, termin l-vrijednost je izvorno označavao nešto čemu može biti dodijeljena vrijednost (dolazeći od engl. left value, što znači da je bio na lijevoj strani operatora dodjele =), ali otkad je ključna riječ 'const' dodana u jezik ovo je postalo poznato pod nazivom 'modificibilna l-vrijednost'.
L-vrijednost je izraz koji označava (referira na) objekt. Nemodificibilna l-vrijednost je adresibilna, ali ne i dodjeljiva. Modificibilna l-vrijednost dopušta označenom objektu da bude izmijenjen baš kao i ispitan. R-vrijednost je izraz koji nije l-vrijednost, referira na podatkovnu vrijednost koja je pohranjena na neku memorijsku adresu.

## U asemblerskom jeziku
Vrijednost može biti virtualno bilko koji dani tip podataka, na primjer string, znamenka, ili slovo.
U asemblerskom jeziku postoji nešto poznato kao "neposredna vrijednost" (engl. immediate value) - često pisano kao "imm#" pri čemu je # broj koji indicira veličinu neposredne vrijednosti, tako da bi se npr. imm8 odnosilo na neposrednu vrijednost veličine jednog bajta (okteta). Neposredna vrijednost je broj, napisan bilo preko znamenki ili kao string "mnemonik 'A'" što ujedno može biti zapisano i kao "mnemonik 0x64" - redoslijed bajtova stringa ovisi o asembleru i arhitekturi.

## Vanjske poveznice
- Vrijednosni objekt
- Transfer Object uzorak